# Pico do Alto do Inverno
O Pico Alto do Inverno é uma elevação portuguesa localizada no concelho da Horta, ilha do Faial, arquipélago dos Açores.
Este acidente geológico encontra-se geograficamente junto ao vulcão central da ilha do Faial, do qual faz parte, e que tem o seu ponto mais elevado no Cabeço Gordo que se eleva a 1043 metros de altitude acima do nível do mar. Esta formação geológica localiza-se a 543 metros de altitude acima do nível do mar. Esta formação geológica encontra-se próxima ao Alto do Rigo e das localidade de Ribeira Funda e da Praia do Norte.